# هربرت ماتري
هربرت فرانز ماتري (بالألمانية: Herbert Franz Mataré) (22 سبتمبر 1912 - 2 سبتمبر 2011 م  ) عالم فيزياء ألماني.